# 朱仕堸
山陰端裕王朱仕堸（1456年3月23日—1503年12月9日），明朝代藩第二代山陰王，明朝山陰康惠王朱逊煁的庶長子。

## 生平
景泰七年（1456年）生。天顺四年（1460年）四月，获赐名。成化元年（1465年），封镇国将军。
成化三年（1467年），朱逊煁薨。成化六年五月初一（1470年5月30日），朱仕堸袭封。七年（1471年）二月，镇远侯顾淳、驸马都尉蔡震、平乡伯陈政、安顺伯薛珤、永顺伯薛辅、保定伯孟昂为正使，尚宝司卿杨䆃、吏科给事中梁镛、户科给事中杜峤、兵部郎中刘洪、刑部郎中刘本、工部署郎中事员外郎项文泰为副使，持节册封西城兵马副指挥李会女为山阴王妃。
成化十六年（1480年）十二月，户部大臣上言山西闻喜县年老百姓王青奏称本县岁输都用于供给阳曲、灵丘、怀仁、山阴四王府及各镇国等将军的禄米，每一石折银三两，小民困苦，请求如晋府等府只收本色，商议后认为郡王禄米按例于本处亲王府收受，无仓官者贮于有司，后虽许本府自收，但不是通行定例，折银是亲王也不准的，且山西米价一石仅值银三四钱，现在却取至三两，即使按收本色算也达到数倍，此外还有巧取之弊，应该令自次年开始，都按旧例收纳，不许折银及加倍巧取，违者许巡抚、巡按、布按二司参奏，与者、受者一体降级调用，如再请求于本府收者，都不覆奏。明宪宗准奏。
成化二十年（1484年）三月，朱仕堸奏生母夫人林氏及妃李氏卒，按例该赐祭五坛、治葬银三百五十两，但久旱民饥，请求免赐祭、治葬银只给二百两，宪宗命仍照旧例执行。
当时与朱仕堸同居蒲州的堂兄襄垣王朱仕㙺与其弟镇国将军朱仕埭都被废为庶人。朱仕埭的儿子辅国将军朱成凿通过代王朱成鍊和朱仕堸出面为朱仕㙺的儿子朱成鉷、朱成鎕和自己的弟弟朱成鍜、朱成钫请封。礼部失察，封朱成鉷、朱成鎕为镇国将军，朱成鍜、朱成钫为辅国将军，朱仕㙺第八女为延安县主、第二妹为遂溪郡君、第三妹为长乐郡君。被揭发后，八月，朱成凿被革去辅国将军，代王停禄米一年，朱仕堸禄米减半。
成化二十一年（1485年）十一月，礼部尚书等官周洪谟等奏初六日早进冬至节表笺时，笺亭内遗失了一通山阴王笺，想怪罪当时吏役，也自劾请罪。宪宗认为他们主持典礼却令笺文被人掩取，是大不敬之罪，姑且宽恕礼部尚书等上官，停俸一月，命锦衣卫将郎中刘绅等逮捕治罪。
弘治十一年（1498年）十二月，朱仕堸自陈久患痼疾，请求以嫡长子朱成鍪代理府事，获准。
弘治十六年（1503年）十一月二十一日，朱仕堸薨，辍朝一日，赐祭葬如制，谥端裕。弘治十七年（1504年）十月二十七日葬於呂阪之原。弘治十八年（1505年）十二月，朱成鍪袭封。

## 家庭

### 妻妾
- 王妃李氏

### 子
- 嫡長子：山陰榮靖王朱成鍪
- 嫡次子：鎮國將軍朱成鑒（1480年10月29日—1535年4月20日），號晦軒，成化二十年（1484年）賜名，弘治六年（1493年）賜誥命冠服[12]，妻□氏，誥封夫人，側室王氏、馬氏，著有《晦軒集》[13][14]
  - 第一子：輔國將軍朱聰淛，妻史氏[14]
  - 第二子：輔國將軍朱聰瀯，聘李氏[14]
  - 第三子：輔國將軍朱聰灖，聘侯氏[14]
  - 第四子：輔國將軍朱聰㵁[15]，聘米氏[14]
  - 第五子：朱聰瀦[14]
  - 第六子：朱聰𥁡[14]
  - 第一女：那地郡君，因病未嫁[14]
  - 第二女：安溪郡君，儀賓路正[14]
  - 第三女：深澤郡君，儀賓李永仁[14]
  - 第四女：恩平郡君，儀賓張益悳[14]
  - 第五女：樂至郡君，儀賓王五倫[14]
  - 孫：幼，未請名[14]

### 女
- 澄邁縣主，儀賓薛繼賢，弘治二年（1489年）四月按制度賜誥命冠服[16]
- 寧鄉縣主[17]，儀賓孟繼儒，弘治七年（1494年）四月按制度賜誥命冠服[18]
- 石泉縣主，儀賓楊繼哲[10]